# Rolls-Royce Sweptail
La Rolls-Royce Sweptail è un'autovettura di lusso prodotta dalla casa automobilistica britannica Rolls-Royce Motor Cars nel 2017.

## Profilo e contesto
La Sweptail, basata sulla Rolls-Royce Phantom Coupé e costruita interamente a mano, è una fuori serie che si ispira alle vetture degli anni '20 e '30 e nelle forme quelle di uno yacht da regata ed è stata commissionata nel 2013 su precisa richiesta di un cliente privato. La sua costruzione, iniziata nel 2013 ha richiesto 4 anni di lavoro.
Al momento del suo debutto a maggio 2017, avvenuto durante il Concorso d'Eleganza Villa d'Este, era l'automobile nuova più costosa al mondo, con un prezzo di circa 10 milioni di sterline.
Nel 2019 il prezzo della è stato superato dalla più costosa Bugatti La Voiture Noire venduta per 18,7 milioni di dollari.